# Patrick Sheehan
 (mai 2025).
Motif : absence de sources secondaires. Absence d'analyse. Absence de rédaction. Le gus a été évêque... et alors ? qu'est-ce qu'il a fait qui puisse faire de lui une figure encyclopédique ?
- Archive Wikiwix
- Bing
- Cairn
- DuckDuckGo
- E. Universalis
- Gallica
- Google
- G. Books
- G. News
- G. Scholar
- Persée
- Qwant
- (zh) Baidu
- (ru) Yandex
- (wd) trouver des œuvres sur Wikidata

| 1. | Préciser le motif de la pose du bandeau. | Précisez le motif de la pose du bandeau en utilisant la syntaxe suivante : {{admissibilité à vérifier\|date=mai 2025\|motif=remplacez ce texte par le motif}}                        |
| 2. | Informer les utilisateurs concernés.     | Pensez à avertir le créateur de l'article, par exemple, en insérant le code ci-dessous sur sa page de discussion : {{subst:avertissement admissibilité à vérifier\|Patrick Sheehan}} |

Patrick Francis Sheehan , né le 28 mai 1932 à Boyle (Irlande)  , et mort le 8 novembre 2012 à Dublin, est un prélat catholique nigérian, d'origine irlandaise.

## Biographie
Sheehan est ordonné prêtre en 1956. En 1970, il est nommé évêque    de Yola au Nigeria. En 1996  il est transféré  au vicariat apostolique de Kano et devient premier évêque de Kano à partir de 1999. Sheehan prend sa retraite en 2008.

## Sources
- Catholic hierarchy